# Abisara talantus
Abisara talantus är en fjärilsart som beskrevs av Aurivillius 1891. Abisara talantus ingår i släktet Abisara och familjen Riodinidae. Inga underarter finns listade i Catalogue of Life.